# Euphorbia promecocarpa
Euphorbia promecocarpa är en törelväxtart som beskrevs av John Jefferson Davis. Euphorbia promecocarpa ingår i släktet törlar, och familjen törelväxter.
Artens utbredningsområde är Syrien. Inga underarter finns listade i Catalogue of Life.